# グレッグ・バーンセン
グレッグ・バーンセン（Greg Bahnsen, 1948年9月17日 - 1995年12月11日）は、アメリカ合衆国のカルヴァン主義の哲学者、護教家、神学者。正統長老教会で按手礼を受けた教役者である。
高校生の時コーネリウス・ヴァン・ティルを学び、影響を受ける。そしてラッシュドゥーニーが創立したキリスト教再建主義のカルケドン財団で執筆した。

## 神学
前提主義のアプローチをとる。『現代に生きるための旧約律法』で旧約の司法律法の刑罰は神が定められたものなので、重すぎもせず、軽すぎもしないため、この処罰規定の現代適用が妥当であるとしている。ヨハネによる福音書7章53節-8章11節の聖書記事は、司法律法の廃止と解釈されることがあるが、バーンセンはそれを否定し、この箇所が律法の有効性をなくすものでは無いと教えている。

## 著書
- 『現代に生きるための旧約律法』 床田亮一訳 聖恵授産所出版部